# Eufemie Olomoucká
Eufémie Olomoucká (* asi v roce 1115) byla moravská kněžna.

## Život
Narodila se jako dcera olomouckého a brněnského knížete Oty II. Černého a jeho manželky Žofie z Bergu. Měla bratra Otu Dětleba. Své jméno dostala po své maďarské babičce z otcovy strany.
Tradičně se uvádí, že se Eufémie 23. prosince 1143 / 6. ledna 1144 provdala za novgorodského knížete Svatopluka Mstislaviče, syna kyjevského velkoknížete Mstislava I. Vladimiroviče a panovníka několika dalších ruských knížectví. Jejich manželství bylo zřejmě bezdětné. Polský historik Dariusz Dąbrowski však předpokládá, že v době sňatku by se Eufemie už blížila k třicítce, a že manželkou Svjatopolka byla spíše její historickým pramenům blíže neznámá sestra.